# Wyoming Highway 271
Der Wyoming Highway 271 (kurz: WYO 271) ist eine 5,13 km lange State Route im US-Bundesstaat Wyoming, die im Osten des Bundesstaates im Niobrara County verläuft. Die Straße ist auch als Twenty Mile Road bekannt.

## Streckenverlauf
Der Wyoming Highway 271 beginnt an der Kreuzung mit dem Wyoming Highway 270 in Lance Creek im westlichen Niobrara County. Die State Route verläuft von dort in östliche Richtung, überquert den Lance Creek sowie den Little Lightning Creek und endet nach insgesamt 5,13 km in West Lance Creek. Die Straße verläuft weiter als Niobrara County Road 23.

## Belege
1. 1 2  AARoads: Wyoming State Route Log: 200 through 299. Abgerufen am 19. März 2024 (amerikanisches Englisch).